# キミノオルフェ
キミノオルフェ (Kimi no Orphée) は、バンド「蟲ふるう夜に」のボーカルを務めていた「蟻」によるソロプロジェクト。

## 解説
名前は「キミの物語を紡ぐ吟遊詩人 (＝オルフェ) 」を意味する。
2016年6月4日、初ライブ「1st LIVE CONCERT Le Salon」でキミノオルフェとして活動スタート。バンド時代からのファンを中心に世界のリスナーからも反応を受けている。
2018年には、NHK紅白歌合戦に出場した60名以上のアーティストに教える佐藤涼子の下でボイストレーナーとしての活動もスタート。アーティストの精神性に寄り添う指導で多くのアーティストやアイドルの指導を担当している。
Huluと日テレ系の情報番組「スッキリ」でも放映された「BE:FIRST」を輩出したオーディション番組「BMSG Audition 2021 -THE FIRST」にボイストレーナー”蟻先生"として参加し、厳しくも愛のある指導で話題となった。

## 人物
仕事をすぐに放り出してしまう父親と、子供3人を抱えて必死で育てる母親のもと貧しい少女時代を過ごしていた。
中学時代から勉強に興味がもてなくなり、その頃から地元の走り屋チームに入り浸るようになる。ある時同乗していた車で起こった事故への罪の意識から、高校時代は自動車整備士を目指した。しかし、その罪の意識から自分が本当にやりたいことを抑え込んでいる状態や狭い田舎が嫌になり、3万円を握りしめて東京へ飛び出した。東京に来てからは、公園やネットカフェで寝泊まりする日々を送るものの、好きだった音楽を続けるために専門学校に通う。そこで出会った友人たちと2007年11月28日にバンド「蟲ふるう夜に」を結成した。2016年2月6日に活動を停止して、同年6月4日から今の「キミノオルフェ」として活動している。
11月28日を音楽を始めた記念日として非常に大切にしており、ほぼ毎年何かのイベントや楽曲、メッセージのリリースをしている。
普段は一緒に暮らす猫「もなか」を溺愛していて、Twitterではもなかの写真や動画もよくアップされている。実家にはハスキーが2頭いて、「さくらもち」という名前でTwitterやTikTokで家族が動画をあげており、稀に蟻も一緒の姿が見られる。
SNSでは本人の表現者としての姿が垣間見られ、Twitterでの文章のみの投稿にもいいねが多くついていたり、Instagramのフィードでは本人の作品としての投稿が数多くアップされたりしている。文章力や表現に関しては昔から才能が垣間見られていて、過去には前略プロフィールのランキングで全国1位になったこともある。

## 沿革
2007年11月28日、バンド「蟲ふるう夜に」を結成。 結成当初は蟻、慎乃介、郁己の3人編成で蟻はBa.・Vo.だったが、Ba.の春輝が加入してVo.に専念することとなった。音楽プロデューサーに松隈ケンタを迎え、「爆裂厨二病バンド」として支持を集めるも、2016年2月6日に活動を停止。ちなみにBiSHの「サラバかな」は慎乃介が作曲を担当している。
そのわずか4ヶ月後の2016年6月4日、「キミノオルフェ」として恵比寿ザ・ガーデンルームにて初ライブを開催。ディレクターに山口一樹を迎え、急ピッチで12曲が制作された。「大切な友人(ファン)の抱えている悩みや喜びを歌(詩)にして昇華する“あなたのための吟遊詩人” 」というコンセプトの下、蟻の高いボーカル力と作詞能力を活かしたポエトリーポップという独自の音楽性を生み出す。
ソロという新天地を得た彼女は、得意なイラストでシングルのジャケット制作を手がけたり、ほぼ全てのMVの監督・編集も自ら行うなど、マルチなクリエイティビティーを発揮する。
その後、2年間の制作期間を経て、2018年6月4日、1stアルバム「君が息を吸い、僕がそれを吐いて」を配信リリース。翌2019年1月にはTVアニメ「エガオノダイカ」のED主題歌を担当。同年9月には同アニメのOP主題歌を担当したChiho(H△G)をフィーチャリングした「Calling」発表。
順風満帆に見えたが、この時期から蟻は「虚しい期間」に突入してしまう。「満たされたことで今まで使ってきた武器がぬるく思えてしまった」と言い、半年ほどスローな時間を過ごしていた。音楽家としての自分と向き合う日々の中、2020年、新型コロナウイルスの流行によって世界が一変。その変化と呼応するようにまた蟻は一歩を踏み出す。大きくスタイルを変化させてリリースしたシングル「That Never Goes Out」を発表。そして同年11月28日 に開催した初の無観客オンライン配信ライブ「Then, the Curtains Open」を経て、同名のEPを12月25日に発表。キミノオルフェ第二期の幕開けを宣言する作品は海外を中心に高い評価を得る。
2021年にはアーティストのみならず作詞&ボイストレーナーとしても脚光を浴びる。人気アイドル・グループ「BE:FIRST」を輩出したオーディション番組「BMSG Audition 2021 -THE FIRST」にボイストレーナー”蟻先生"として参加。厳しくも愛のある指導で話題となる。同年8月には、半年ぶりとなる新曲「パパラチア」をリリース。今までは敢えて封印してきた自身の中に存在するセンシュアルな表現に挑戦した楽曲。MVでは新進気鋭の女性監督・ヒカワヒカルと組み歌詞の世界観を透明かつセンシュアルに表現。ahamoのWeb CM出演で話題になった矢川葵と共演。二人のすれ違いと巡り合いが美しい、キミノオルフェの新しい扉が開かれた作品となった。
2021年11月28日、「来年の11月28日にニューアルバムのリリース決定」と異例の一年前リリース宣言。2022年11月28日、フルアルバムとしては2枚目となる「雲間の光」をリリース予定。

## 作品

### シングル
| No. | title                                        | note |
| --- | -------------------------------------------- | --- |
| 1   | バックパック/虫ピン(2016.5.21)               | W 1st single RELEASE on SoundCloud バックパック：DIGITAL RELEASE(2017.8.23) MV「バックパック」は蟻が監督を務め、Lyric MV「バックパック」では蟻がイラストを描いた。 |
| 2   | 職業夢想家(2016.11.28)                       | RELEASE on SoundCloud |
| 3   | 蜃気楼(2017.8.30)                            | DIGITAL RELEASE MV「蜃気楼」は蟻が監督 |
| 4   | マイナー調のBGMがいい曲に聞こえた(2018.5.16) | DIGITAL RELEASE MV「マイナー調のBGMがいい曲に聞こえた」は蟻が監督                                                                                                  |
| 5   | ウォーター(2018.12.11)                       | DIGITAL RELEASE ウォーターのMVは蟻が監督を努めた |
| 6   | この世界に花束を(2019.2.6)                   | CD&DIGITAL RELEASE タツノコプロ創立55周年記念企画オリジナルアニメーション「エガオノダイカ」エンディングテーマ                                                      |
| 7   | Calling feat. Chiho(H△G)(2019.9.6)           | DIGITAL RELEASE MV「Calling feat. Chiho」はイラストレーションはsankaku△が作成、アニメーションは蟻が作成した                                                        |
| 8   | That Never Goes Out(2020.7.15)               | DIGITAL RELEASE MV「That Never Goes Out」は蟻が監督を行なった |
| 9   | Then, the Curtains Open(2020.11.14)          | DIGITAL RELEASE |
| 10  | パパラチア(2021.8.18)                        | DIGITAL RELEASE |

### EP
| No. | title                               | song contents | note                                          |
| --- | ----------------------------------- | --- | --------------------------------------------- |
| 1   | Then, the Curtains Open(2020.12.25) | 1. Then, the Curtains Open 2. Forget-me-not 3. Tender 4. ふたりで 5. That Never Goes Out 6. When I Need Your Love | DIGITAL RELEASE MV「Forget-me-not」は蟻が監督 |

### ALBUM
| No. | title                                    | song contents | note |
| --- | ---------------------------------------- | --- | --- |
| 1   | 君が息を吸い、僕がそれを吐いて(2018.6.4) | 1. 君が息を吸い僕がそれを 吐いて廻せこの星を 2. 蜃気楼 3. マイナー調のBGMが いい曲に聞こえた 4. uncommon 5. 光速スピードシューター 6. バックパック 7. air 8. 星の王子さま 9. 虫ピン 10. おやすみまた明日                      | DIGITAL RELEASE Track maker： Chocoholic (1, 8) DYES IWASAKI (2, 3, 6) ioni (in Case of Emergency) (5, 9) 中原裕章 (Still Caravan, RATEL) (1, 7, 10) dustsounds (4) |
| 2   | 雲間の光(2022.11.28)                     | 1. 線路の上の雲 2. インソムニア 3. 紙飛行機は手の中にあった 4. 荒野のライオン 5. 僕に会いたい 6. ずる 7. Duh! 滑った!! 8. パン食って寝るだけの唄 9. ルンビニ (或いは心臓の足踏み) 10. 新宿駅、徒歩12分 11. エンジェルハイロウ | DIGITAL RELEASE |

### 参加作品
| No. | Artist | title                                          | contents    |
| --- | ------ | ---------------------------------------------- | ----------- |
| 1   | GOMESS | 最期の日 with コショージメグミ, 蟻(2016.12.14) | 情景 -後篇- |

## 参考サイト
1. “蟻、音楽やBBSを用いた「相談所」で人々の悩みをひっくり返す”. CINRA (2016年5月26日). 2022年11月13日閲覧。
2. “キミノオルフェ（蟻（ex.蟲ふるう夜に））1周年インタビュー”. Billboard Japan (2017年6月3日). 2022年11月13日閲覧。
3. “キミノオルフェ『君が息を吸い、僕がそれを吐いて』インタビュー”. Billboard Japan (2018年6月3日). 2022年11月13日閲覧。
4. “キミノオルフェ、1stアルバム試聴会レポ　蟻「すごく大好きなアルバムができた」”. Real Sound (2018年6月3日). 2022年11月13日閲覧。
5. “佐藤涼子＆キミノオルフェ対談 一流歌手の秘訣、上手く歌うコツ”. CINRA (2018年6月14日). 2022年11月13日閲覧。
6. “キミノオルフェの“ポエトリーポップ”はどのように生まれた？　蟻×Chocoholic×ioni×中原裕章×dustsounds座談会”. Real Sound (2018年7月9日). 2022年11月13日閲覧。
7. “TVアニメ『エガオノダイカ』鈴木利正監督×キミノオルフェ・蟻『この世界に花束を』対談インタビュー”. Billboard Japan (2019年3月4日). 2022年11月13日閲覧。
8. “キミノオルフェ・蟻「自由というモノを掴みかけている」胸ぐらを掴んでくる左脳音楽～気持ち良く存在できる右脳音楽へ――劇的変化を語る”. Billboard Japan (2020年12月25日). 2022年11月13日閲覧。
9. “INTERVIEW / キミノオルフェ”. Billboard Japan (2020年12月30日). 2022年11月13日閲覧。
10. “キミノオルフェ5周年記念インタビュー公開「奇跡を信じちゃうんですよ」 矢川葵（ex.Maison book girl）出演の新曲ティザー映像も”. Billboard Japan (2021年7月15日). 2022年11月13日閲覧。
11. “【前編】DAILY MUSIC presents SKY-HI公開取材”. M-ON! MUSIC (2015年3月29日). 2017年5月13日閲覧。